# Adriaan Bevers
Adrianus Josepha Catharina (Adriaan) Bevers (Sint-Lenaarts, 23 februari 1941) is een Belgisch voormalig syndicalist en politicus voor de CVP. 

## Levensloop
Bevers was vakbondssecretaris bij het ACV. Bij zijn brugpensioen was hij propagandist 'Steen en Glas'.
Daarnaast was hij politiek actief te Sint-Lenaarts, alwaar hij schepen was. In februari 1976 volgde hij er de in oktober 1975 uit zijn ambt ontzette August Kerstens op als burgemeester. Dienstdoend burgemeester is de tussenliggende periode was Jan Kenis. Na de gemeentefusie van 1977 van Sint-Lenaarts met Brecht en Sint-Job-in-'t-Goor werd Bevers burgemeester van de nieuw gevormde fusiegemeente. Een mandaat dat hij zou uitoefenen tot de gemeenteraadsverkiezingen van 1982. Hij werd opgevolgd als burgemeester door Jules De Cremer.
In 1980 werd in het gemeentepark te Brecht het fusiemonument geplaatst, een werk van Jan Keustermans. Het monument - een ronde afgeplatte monoliet van twaalf ton - toont 53 figuren uit de drie deelgemeenten, waaronder de figuur van toenmalig fusieburgemeester Bevers. Omstreeks januari 2023 werd deze figuur in het beeld onthoofd.